# Kirill Iwanowitsch Girnyk
Kirill Iwanowitsch Girnyk (russisch Кирилл Иванович Гирнык; * 31. März 2003) ist ein russischer Fußballspieler.

## Karriere
Girnyk begann seine Karriere beim FK Rostow. Im Juni 2020 debütierte er in der Premjer-Liga, als er am 23. Spieltag der Saison 2019/20 gegen den FK Sotschi in der Startelf stand. In jenem Spiel lief eine reine Jugendmannschaft der Rostower auf, nachdem die Profis aufgrund von COVID-Fällen unter Quarantäne gestellt worden waren. Rostow verlor die Partie mit 10:1.